# Aéroport exécutif Gatineau-Ottawa
L’Aéroport exécutif de Gatineau-Ottawa est un aéroport inauguré en 1978 par la Société d'aménagement de l'Outaouais, organisme para-gouvernemental, et cédé à la Ville de Gatineau en 1990. L'aéroport a une piste de 6 000 x 150 pieds et le terrain a une superficie de 142 hectares.

## Services
L'aéroport de Gatineau-Ottawa est équipé d'une station d'informations de vols et de météo de Nav Canada, d'un service de douanes (disponible sur demande), de hangars pour abriter et entretenir les appareils et de quatre écoles de pilotage (privé, professionnel).

## Compagnies aériennes et destinations
- École de Pilotage Évolution, qui occupe deux locaux distincts dans l'aérogare de l'aéroport de Gatineau-Ottawa. Dans son local principal, on retrouve l'administration, les bureaux des instructeurs, ainsi que l'aire de planification des vols. Quant à la salle de classe, confortable et lumineuse, elle permet d'accueillir ses étudiants. C'est dans cette salle que se déroulent les cours théoriques. La flotte de l'école se compose de deux types d'appareil, deux Diamond Katana DA20-C1 et un Cessna 172M. Cette école fournit plusieurs services comme, la location de ses aéronefs, les tours d'avions, les baptêmes de l'air, le coaching individuel et la formation de pilotes de loisir, de pilotes privés, et de pilotes professionnels.

Mouvements et Passagers de l'aéroport
|      | Mouvements d'avion | Passagers |
| 2008 | 35 000             | 5 000     |
| 2009 | 45 000             | nd        |
| 2010 | 49 000             | nd        |
| 2011 | nd                 | 7 000     |